# Chów

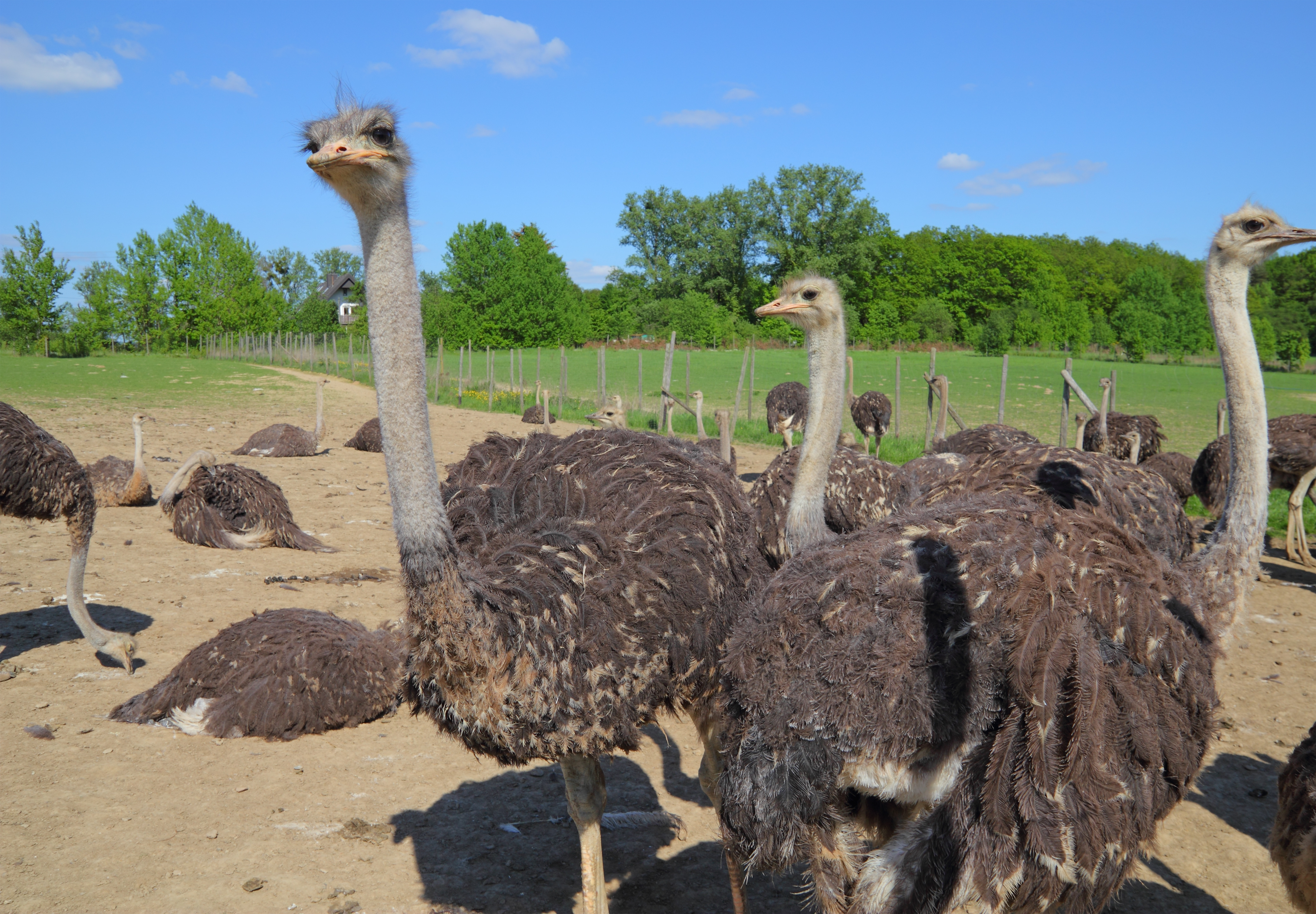
Strusie na farmie

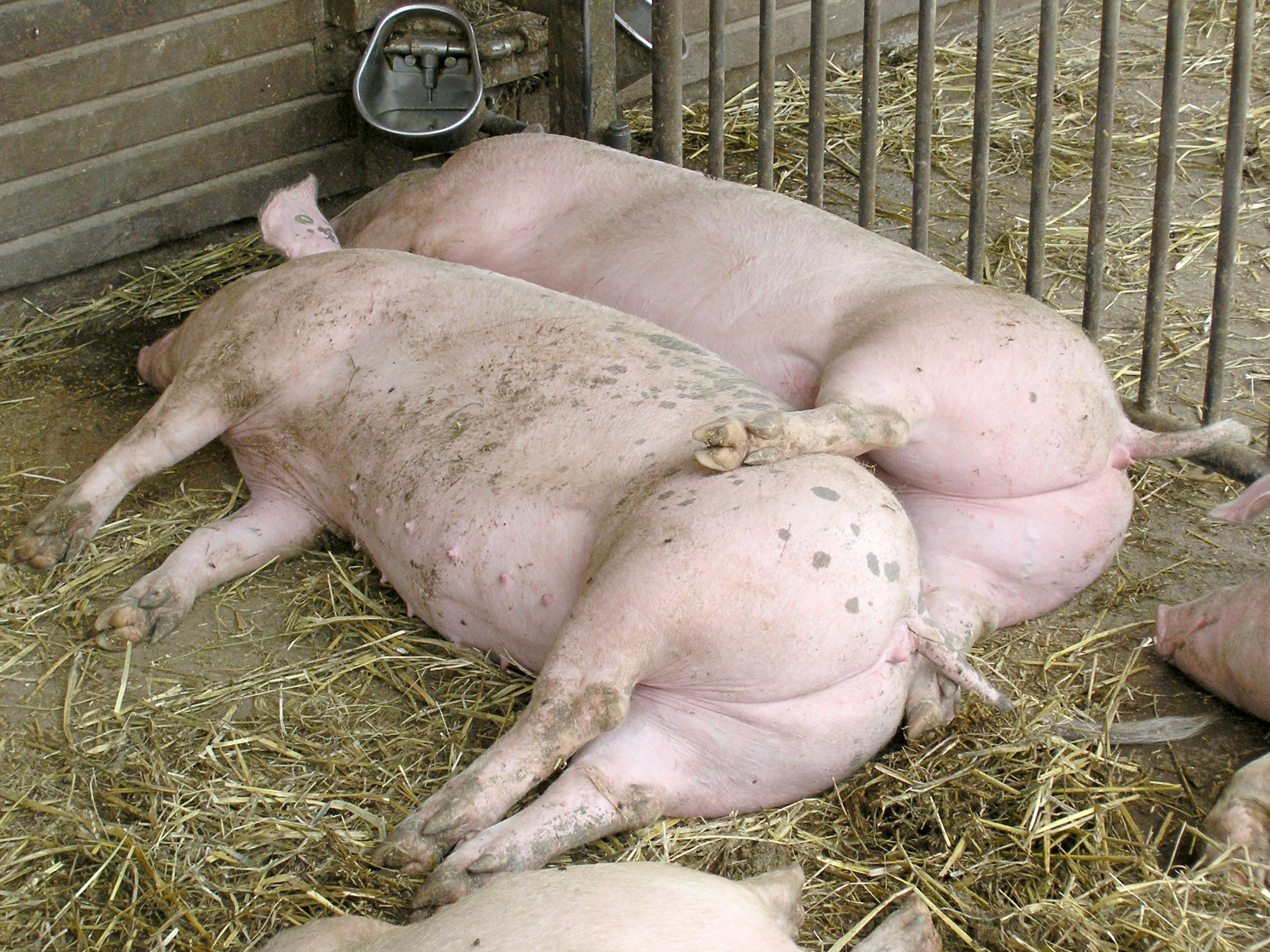
Odpoczynek świń – element prawidłowego chowu

Chów – zapewnienie zwierzętom użytkowym i hodowlanym prawidłowych warunków bytowania i rozwoju, dzięki którym możliwy jest pełny rozwój pożądanych cech. Obejmuje czynności takie jak karmienie i pielęgnacja, związane z utrzymaniem zwierząt od czasu ich nabycia – zwykle młodych osobników – do czasu uzyskania przez nie oczekiwanych cech użytkowych. Odchowane zwierzęta mogą być użytkowane do produkcji (mleko, wełna, jaja), jako surowiec do produkcji (mięso, skóra), jako siła robocza (np. koń, muł, osioł) lub zwierzęta domowe (pies, kot).
Termin chów nie jest synonimem terminu hodowla. Nie obejmuje zagadnień związanych z rozrodem i użytkowaniem zwierząt.